# 斉藤司 (ボクサー)
斉藤 司（さいとう つかさ、男性、1990年6月30日 - ）は、日本のプロボクサー。千葉県富津市出身。一力ボクシングジム所属。以前は三谷大和スポーツジムに所属。第18代WBC世界ユースライト級王者。入場テーマ曲はGLAYの「誘惑」。小学校のPTA会長を務め、消防団にも在籍している。

## 来歴
2007年9月24日、デビュー戦をTKO勝利。フェザー級全日本新人王を獲得しMVPも受賞。デビューから12連勝。
しかし、2010年10月11日、木村毅相手に6回負傷判定で初黒星。
その後は2試合連続TKO勝利。
2012年8月21日、前王者渡邉卓也の返上により空位となっていたWBC世界ライト級ユース王座をかけてラジャクル・ソー・ルンワッタナ（ タイ）と対戦、2回1分52秒で、レフェリーストップTKO勝利、ユース王座を獲得した。
2012年11月21日、エーククンポン・モークルンテープントンブリー（ タイ）相手に初防衛戦を行い、5回2分15秒KOで初防衛成功。
2013年3月15日、ジョー・マグシャン（ フィリピン）相手に2度目の防衛に挑むが、7回2分48秒KOで王座陥落。
2013年7月29日、神崎宜紀をTKOで降し再起成功。
2013年11月8日、岩下幸右を2回KOで降し連勝。
2014/03/07　○8RTKO　山元 浩嗣(ワタナベ)
■日本ライト級タイトルマッチ
2014/07/23　●8RTKO　加藤 善孝(角海老宝石)
※日本ライト級王座挑戦
2015/03/20　○2RTKO　ファーサンハン・オーベンジャマッド(タイ)
2015/12/02　○2RTKO　テーントーン・シットサイトーン(タイ)
2018年、9月1日付で一力ジムに移籍した。
2022年11月30日、ライト級6回戦でアヌーチャ・トングボー(タイ)に3回50秒で7年ぶりの復帰戦をTKO勝利。
2023年7月21日、中井龍と対戦するも、4回終了時棄権でTKO負けを喫した。

## 戦績
- 27戦23勝(18KO)4敗

## 獲得タイトル
- 第65回東日本フェザー級新人王(大会MVP獲得)
- 第55回全日本フェザー級新人王(大会MVP獲得)
- A級トーナメント60kg級優勝(大会MVP獲得)
- 第18代WBC世界ライト級ユース王座（防衛1=陥落）